# Ana Liliana Avião
Ana Liliana Avião (Luanda, 25 de agosto de 1994) é uma modelo angolana-holandesa vencedora do concurso de beleza Miss Angola 2018, sendo assim, representou a Angola no Miss Universo 2018.